# Ventana de verdad
Una ventana de verdad (o pared de verdad) es una abertura en la superficie de pared, creada para revelar las capas o componentos dentro de la pared. En una casa de paja, una ventana de verdad se usa a menudo para mostrar que las paredes en realidad están hechas de pacas de paja. Una pequeña sección de una pared se deja sin enlucido en el interior, y un marco se utiliza para crear una ventana que muestra sólo paja, que constituye el interior de la pared.

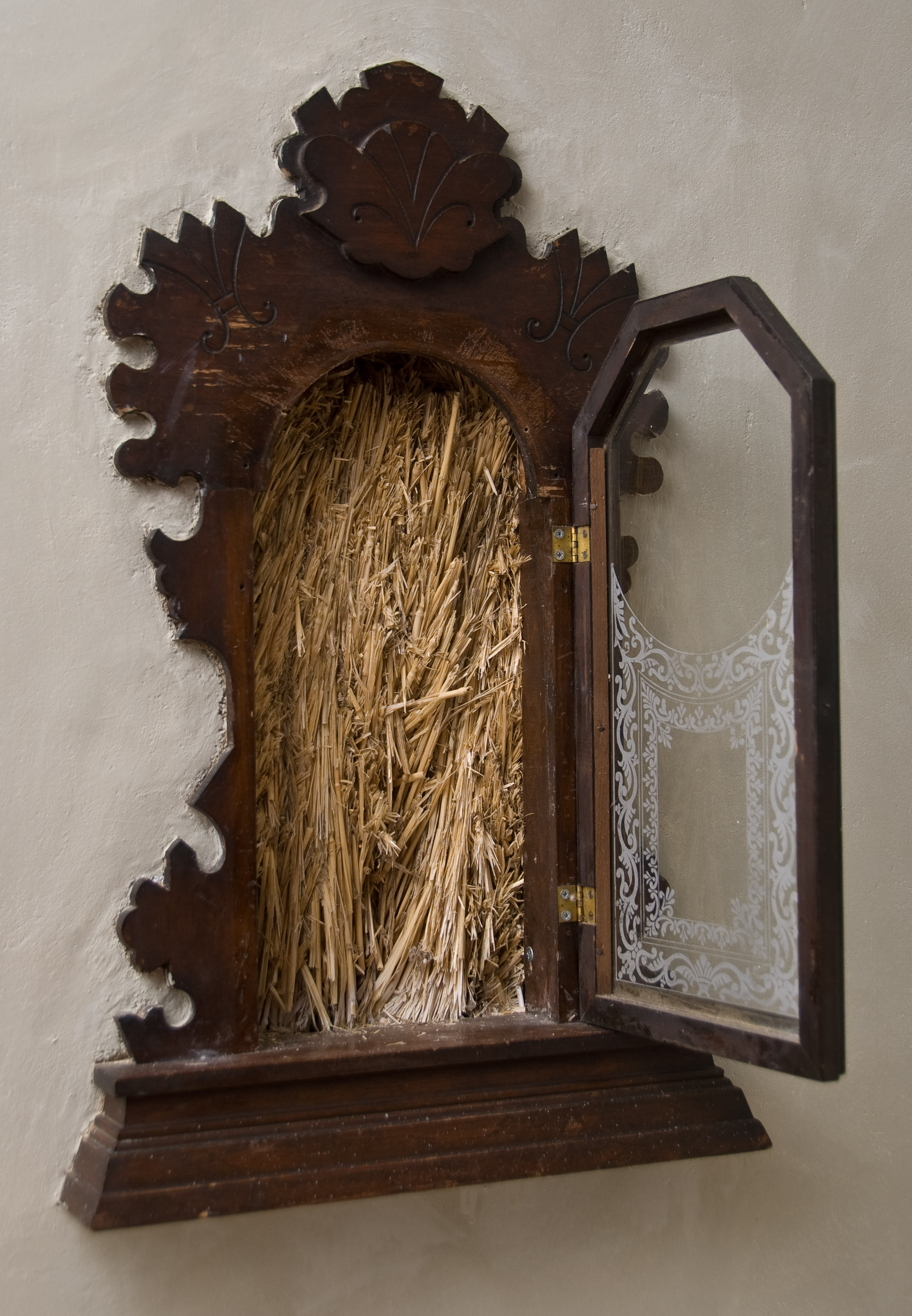
La ventana de verdad de una casa diseñada por un arquitecto con paredes de pacas de paja.

Existen muchos diseños para ventanas de verdad. El vidrio se puede colocar sobre la ventana, o un panel de madera que se puede abrir, o puede ser un marco de la abertura simple.
La posible vulnerabilidad de una ventana de verdad a la intrusión de humedad a veces se plantea como una preocupación.